# Lateolabrax
A Lateolabrax a sugarasúszójú halak (Actinopterygii) osztályának sügéralakúak (Perciformes) rendjébe, ezen belül a Lateolabracidae családjába tartozó egyetlen nem.

## Rendszerezés
A nembe az alábbi 2 faj tartozik:
- szuzuki (Lateolabrax japonicus) (Cuvier, 1828)
- Lateolabrax latus Katayama, 1957